# AS Béziers
Die Association Sportive de Béziers Hérault (kurz AS Béziers) ist ein Rugby-Union-Verein aus der französischen Stadt Béziers im Département Hérault. Er spielt in der zweithöchsten französischen Liga Pro D2. Die Heimspiele werden im Stade Raoul-Barrière ausgetragen.
Der Verein besaß bis 1990 eine Fußball-Abteilung, welche von 1945 bis 1987 fast durchgehend Profistatus hatte.

## Rugbyabteilung

### Geschichte

Historisches Vereinslogo

Gegründet wurde der Verein im Jahr 1911, als der Sporting Club Biterrois und der Midi Athletic Club fusionierten und daraus die Association Sportive Biterroise (ASB) entstand. Schon nach wenigen Jahren war Rugby die mit Abstand wichtigste Abteilung. 1919 gingen auch Midi Sportif und Jeunesse Sportive Biterroise im Verein auf. Der erste bedeutende Erfolgsmeldung war 1950 das Erreichen des Pokalendspiels, doch erst in den 1960er Jahren stieg Béziers zu den führenden Mannschaften des Landes auf.
1960 erreichte Béziers erstmals das Finale der französischen Meisterschaft und errang 1961 erstmals den Meistertitel. Weitere Finalteilnahmen folgten 1962 und 1964. Dazu kam 1964 auch der Gewinn der prestigeträchtigen Challenge Yves du Manoir. In den 1970er Jahren war keine Mannschaft annähernd so stark wie die ASB (sechs Meistertitel, zweimal Challenge Yves du Manoir). Die Dominanz der ASB war so überragend, dass allgemein von Grand Béziers die Rede war.
Die Siegesserie hielt auch in der ersten Hälfte der 1980er Jahre an, mit vier weiteren Meistertiteln. Nach dem Gewinn der insgesamt elften Meisterschaft im Jahr 1984 rutschte Béziers jedoch ins Mittelfeld ab und konnte seither nie mehr an die Erfolge anknüpfen. 1994 stieg Béziers in die zweite Liga ab, schaffte aber im darauf folgenden Jahr den sofortigen Wiederaufstieg. Das Gleiche geschah wieder 1999 bzw. 2000. Ab 2005 spielte Béziers erneut in der zweiten Liga. Er stieg dann 2009 um eine weitere Stufe in die Amateurliga Fédérale 1 ab, was in der Vereinsgeschichte den absoluten Tiefpunkt darstellt. 2011 wurde der AS Béziers französischer Amateurmeister und stieg wieder in die Pro D2 auf. Der Verein klassierte sich in der Saison 2011/12 lediglich auf Platz 15, entging jedoch dem erneuten Abstieg, da der CS Bourgoin-Jallieu keine Profilizenz erhielt und zwangsrelegiert wurde.

In den kommenden Saisons konnte der ASBH seine Liga Zugehörigkeit jeweils erhalten, teilweise war man in dem Abstiegskampf involviert.
Eine Wende stellt die abgelaufene Saison 2023/24 dar. Lange Zeit in der laufenden Tabelle auf den ersten beiden Tabellenplätzen, konnte man sich als Tabellendritter hinter Vannes und Aix en Provence einreihen und erreichte nach vielen Jahren endlich wieder einmal die Play-offs.
Mit Heimrecht siegte Béziers gegen CA Brive mit 33-31 vor rund 16.000 Zuschauern im eigenen Stadion. Im Halbfinale unterlag man dem späteren Meister der Pro D2 aus Vannes.
In der aktuellen Saison 2024/25 spielt Béziers erneut in der Pro D2.

### Erfolge
- Meister: 1961, 1971, 1972, 1974, 1975, 1977, 1978, 1980, 1981, 1983, 1984
- Meisterschaftsfinalist: 1960, 1962, 1964, 1976
- Sieger Challenge Yves du Manoir: 1964, 1972, 1977
- Finalist Challenge Yves du Manoir: 1961, 1973, 1978, 1980, 1981
- Sieger Coupe de France: 1986
- Finalist Coupe de France: 1950
- Meister Pro D2: 2000
- Meister Fédérale 1: 2011

### Meisterschaftsfinalspiele
| Datum        | Meister         | 2. Finalist        | Ergebnis    | Ort                         | Zuschauer |
| ------------ | --------------- | ------------------ | ----------- | --------------------------- | --------- |
| 22. Mai 1960 | FC Lourdes      | AS Béziers         | 14:11       | Stadium Municipal, Toulouse | 37.200    |
| 28. Mai 1961 | AS Béziers      | US Dax             | 6:3         | Stade Gerland, Lyon         | 35.000    |
| 27. Mai 1962 | SU Agen         | AS Béziers         | 14:11       | Stadium Municipal, Toulouse | 37.705    |
| 24. Mai 1964 | Section Paloise | AS Béziers         | 14:0        | Stadium Municipal, Toulouse | 27.797    |
| 16. Mai 1971 | AS Béziers      | RC Toulon          | 15:9 n. V.  | Parc Lescure, Bordeaux      | 27.737    |
| 21. Mai 1972 | AS Béziers      | CA Brive           | 9:0         | Stade Gerland, Lyon         | 31.161    |
| 12. Mai 1974 | AS Béziers      | RC Narbonne        | 16:14       | Parc des Princes, Paris     | 40.609    |
| 18. Mai 1975 | AS Béziers      | CA Brive           | 13:12       | Parc des Princes, Paris     | 39.991    |
| 23. Mai 1976 | SU Agen         | AS Béziers         | 13:10 n. V. | Parc des Princes, Paris     | 40.300    |
| 29. Mai 1977 | AS Béziers      | USA Perpignan      | 12:4        | Parc des Princes, Paris     | 41.821    |
| 28. Mai 1978 | AS Béziers      | AS Montferrandaise | 31:9        | Parc des Princes, Paris     | 42.004    |
| 25. Mai 1980 | AS Béziers      | Stade Toulousain   | 10:6        | Parc des Princes, Paris     | 43.350    |
| 23. Mai 1981 | AS Béziers      | Stade Bagnérais    | 22:13       | Parc des Princes, Paris     | 44.106    |
| 28. Mai 1983 | AS Béziers      | RRC Nice           | 14:6        | Parc des Princes, Paris     | 43.100    |
| 26. Mai 1984 | AS Béziers      | SU Agen            | 21:21 n. V. | Parc des Princes, Paris     | 44.076    |

1. ↑  Béziers gewann mit 3:1 Torschüssen.

### Bekannte ehemalige Spieler
| - Didier Camberabero - Alain Carminati - Pierre Danos - Richard Dourthe - Irakli Machkhaneli (Georgien) - Andrew Mehrtens (Neuseeland) - Costică Mersoiu (Rumänien) - Pierre Moureu | - Yannick Nyanga - Michel Palmié - Gonzalo Quesada (Argentinien) - Lucien Rogé - Jean Sébédio - Dimitri Szarzewski - Armand Vaquerin |

## Fußballabteilung

### Geschichte
Die Fußball-Abteilung entstand im Oktober 1911 zunächst als eigenständiger Verein mit dem Namen Stade Béziers Sport. 1918 wurde nach einer Fusion daraus Stade Olympien Biterrois. Nachdem sich 1935 vier weitere Klubs anschlossen, erfolgte eine Umbenennung in Entente Sportive Biterroise. Der Verein löste sich 1939 auf und die Fußballer bildeten fortan eine Abteilung der ASB (damals noch AS Biterroise). Die Ligamannschaft spielte im Stade des Sauclières. Von 1945 bis 1969 gehörte sie ununterbrochen dem professionellen Ligenbetrieb an, davon eine Saison (1957/58) in der höchsten Spielklasse. 1990 wurde die Fußball-Abteilung aufgelöst.
2007 entstand mit Avenir Sportif Béziers aus einer Fusion ein neuer Verein in der Stadt, der sich bewusst für dieselben Initialen (ASB) wie die Association Sportive entschieden hat.

### Ligazugehörigkeit und Erfolge
Profistatus hatten die Fußballer 1933/34, 1945–1969, 1970–1972 und 1973–1987 besessen. Erstklassig (Division 1, seit 2002 Ligue 1) spielten sie nur 1957/58 (18. Tabellenplatz), darüber hinaus aber 40 Jahre in der Division 2. Einziger bedeutender Erfolg war das Erreichen des Viertelfinals der Coupe de France im Jahr 1962.

### Bekannte Spieler
- Claude Abbes
- Joseph Bonnel
- Jules Dewaquez
- Jean Fernandez
- Josef „Pepi“ Humpál
- Gérard Janvion
- Ernst Stojaspal
- Joseph Yegba Maya